# اللقاء (فلم)
اللقاء (بالإنجليزية: The Meeting)، هُو فيلم دراما نيجيري صدر سنة 2012 وأخرجته ميلدريد أوكوو. الفيلم من بطولة كُل من فومي جاكوبس وريتا دومينيك وليندا إيجيفور وكيهيندي بانكولي وجيدي كوسوكو، مع مُشاركة صغيرة لكُل من نسي إيكبي إيتيم وكيت هينشاو وتشينيدو إيكيديزي. تلقى الفيلم 6 ترشيحات خلال 9th Africa Movie Academy Awards ، فاز منها بجائزة أفضل مكياج.

## وصلات خارجية
- مقالات تستعمل روابط فنية بلا صلة مع ويكي بيانات
- اللقاء  في قاعدة بيانات الأفلام على الإنترنت (بالإنجليزية)